# 藤田村 (岡山県)
藤田村（ふじたそん）は、かつて岡山県児島郡にあった村である。1975年（昭和50年）5月1日に岡山市に編入され廃止された。現在は同市南区藤田となっている。

## 沿革
- 1912年（明治45年） - 児島湾干拓の第二区（1097町歩）が完成。村制を施行し、その区域を児島郡藤田村とした[4]。
  - その後、第二区の沖に第六区が完成し、藤田村に編入された。
- 1947年（昭和22年）12月9日 - 昭和天皇が学校組合立興田中学校に行幸（昭和天皇の戦後巡幸）[5]。
- 1960年（昭和35年）12月 - NHK錦ラジオ放送所が岡山市内の旧局舎から移転される。
- 1975年（昭和50年）5月1日 - 藤田村が岡山市に編入された。
- 1979年（昭和54年）- 瀬戸内2001大博覧会が国道30号沿いの藤田錦で開催される[6]。
- 2009年（平成21年）- 4月1日 岡山市が政令指定都市に移行し、藤田地区の行政区は南区となる。

## 出身有名人
- 川相昌弘（元プロ野球選手、犠打世界最多記録保持者）

## その他
日本にある「藤田村」の中で唯一「ふじた"そん"」という読み方だった。他の「藤田村」は山梨県のみ「とうだむら」でそれ以外は「ふじた"むら"」である。また、日本に存在した「藤田村」の中では最後まで残った村でもあり全国地方公共団体コード導入後も残った唯一「藤田村」であり、「藤田村」に限らず「藤田」の名が付く最後の自治体だった。また、児島郡においては最後まで残った村でもあり、当村の合併で児島郡は灘崎町（2005年3月22日に岡山市に編入合併）を残すのみとなった。